# Пендред, Катал
Ка́тал Пе́ндред (англ. Cathal Pendred; род. 2 сентября 1987, Бостон) — ирландский боец смешанного стиля, представитель полусредней весовой категории. Выступал на профессиональном уровне в период 2009—2015 годов, известен по участию в турнирах бойцовских организаций UFC и Cage Warriors, владел титулом чемпиона Cage Warriors в полусреднем весе. Участник бойцовского реалити-шоу The Ultimate Fighter. Также является актёром, играл в нескольких фильмах и телесериалах.

## Биография
Катал Пендред родился 2 сентября 1987 года в Бостоне, США, в семье ирландских мигрантов. Когда ему было четыре года, родители вернулись на родину в Дублин — здесь он рос вместе с младшим братом и двумя сёстрами. Во время учёбы в школе увлекался регби, имел в этом виде спорта определённые успехи. Поступив в колледж, продолжил выступать в регби на студенческих соревнованиях, играл в одной команде с Кианом Хили, будущим членом национальной сборной Ирландии. Позже поступил в Городской университет Дублина, где изучал криминалистику — в 2012 году получил степень бакалавра в области аналитической науки.

### Начало профессиональной карьеры
Дебютировал в смешанных единоборствах на профессиональном уровне в феврале 2009 года, выиграл у своего соперника техническим нокаутом за 38 секунд. Дрался в небольших региональных промоушенах, к 2010 году завоевал титул чемпиона Cage Contender и занял первое место в рейтинге ирландских бойцов полусреднего веса. Достаточно долго выступал в британском промоушене Cage Warriors, где в общей сложности одержал шесть побед и получил чемпионский пояс в полусредней весовой категории.

### The Ultimate Fighter
Имея в послужном списке 13 побед и только 2 поражения, в 2014 году Пендред попал в число участников 19 сезона популярного бойцовского реалити-шоу The Ultimate Fighter — участвовал здесь как боец среднего веса. Под третьим номером был выбран в команду Би Джей Пенна и на предварительном этапе благополучно прошёл Эктора Урбину, выиграв у него единогласным решением судей.
На стадии полуфиналов встретился с представителем Ямайки Эдди Гордоном и уступил ему раздельным судейским решением.

### Ultimate Fighting Championship
Несмотря на проигрыш в полуфинале TUF, Пендред получил возможность подписать контракт с крупнейшей бойцовской организацией мира Ultimate Fighting Championship. Впервые подрался в октагоне UFC уже в июле 2014 года — выиграл технической сдачей у Майка Кинга и тем самым заработал бонус за лучшее выступление вечера.
В следующих поединках по очкам победил россиянина Гасана Умалатова, американца Шона Спенсера и мексиканца Аугусто Монтаньо.
Его впечатляющая победная серия прервалась только в июле 2015 года после встречи с Джоном Говардом на турнире в Лас-Вегасе — Пендред уступил ему раздельным решением. Затем последовало поражение техническим нокаутом от Тома Бриза, и в ноябре после двух поражений подряд Катал Пендред объявил о завершении спортивной карьеры.

### Актёрская карьера
Покинув ММА, с 2016 года Пендред активно проявлял себя как актёр. Он исполнил одну из главных ролей в телесериале «Предания», появился в эпизодах сериалов «Улица потрошителя», «Рэй Донован», «В пустыне смерти», «Ответный удар» и др.

## Статистика в профессиональном ММА
| Боёв 22  | Побед 17 | Поражений 4 |
| -------- | -------- | ----------- |
| Нокаутом | 6        | 2           |
| Сдачей   | 1        | 1           |
| Решением | 10       | 1           |
| Ничьи    | 1        | 1           |

| Результат | Рекорд | Соперник         | Способ                             | Турнир                                | Дата             | Раунд | Время | Место                      | Примечание                                                |
| --------- | ------ | ---------------- | ---------------------------------- | ------------------------------------- | ---------------- | ----- | ----- | -------------------------- | --------------------------------------------------------- |
| Поражение | 17-4-1 | Том Бриз         | TKO (удары руками)                 | UFC Fight Night: Holohan vs. Smolka   | 24 октября 2015  | 1     | 4:37  | Дублин, Ирландия           |                                                           |
| Поражение | 17-3-1 | Джон Говард      | Раздельное решение                 | UFC 189                               | 11 июля 2015     | 3     | 5:00  | Лас-Вегас, США             |                                                           |
| Победа    | 17-2-1 | Аугусто Монтаньо | Единогласное решение               | UFC 188                               | 13 июня 2015     | 3     | 5:00  | Мехико, Мексика            |                                                           |
| Победа    | 16-2-1 | Шон Спенсер      | Единогласное решение               | UFC Fight Night: McGregor vs. Siver   | 18 января 2015   | 3     | 5:00  | Бостон, США                |                                                           |
| Победа    | 15-2-1 | Гасан Умалатов   | Раздельное решение                 | UFC Fight Night: Nelson vs. Story     | 4 октября 2014   | 3     | 5:00  | Стокгольм, Швеция          |                                                           |
| Победа    | 14-2-1 | Майк Кинг        | Техническая сдача (удушение сзади) | UFC Fight Night: McGregor vs. Brandao | 19 июля 2014     | 2     | 3:33  | Дублин, Ирландия           | Бой в среднем весе. Бой вечера.                           |
| Победа    | 13-2-1 | Че Миллс         | TKO (остановлен секундантом)       | Cage Warriors: 55                     | 1 июня 2013      | 3     | 1:47  | Дублин, Ирландия           | Нетитульный бой; Миллс не сделал вес (77,4 кг).           |
| Победа    | 12-2-1 | Жиль Гримо       | Единогласное решение               | Cage Warriors: 52                     | 9 марта 2013     | 5     | 5:00  | Лондон, Англия             | Выиграл титул чемпиона CWFC в полусреднем весе.           |
| Победа    | 11-2-1 | Бруну Карвалью   | Единогласное решение               | Cage Warriors: 49                     | 27 октября 2012  | 3     | 5:00  | Кардифф, Уэльс             |                                                           |
| Победа    | 10-2-1 | Давид Билькхеден | Единогласное решение               | Cage Warriors: 47                     | 2 июня 2012      | 3     | 5:00  | Дублин, Ирландия           |                                                           |
| Ничья     | 9-2-1  | Дэнни Митчелл    | Ничья                              | Cage Warriors: Fight Night 2          | 8 сентября 2011  | 3     | 5:00  | Амман, Иордания            |                                                           |
| Победа    | 9-2    | Нико Мусоке      | Единогласное решение               | OT: On Top 2                          | 18 июня 2011     | 2     | 5:00  | Глазго, Шотландия          | Полуфинал турнира OTP в полусреднем весе.                 |
| Победа    | 8-2    | Владимир Малько  | TKO (удары руками)                 | Cage Warriors: 42                     | 28 мая 2011      | 2     | 3:14  | Корк, Ирландия             |                                                           |
| Победа    | 7-2    | Лиам Шеннон      | TKO (удары руками)                 | Cage Contender 8                      | 12 марта 2011    | 3     | 2:03  | Дублин, Ирландия           | Защитил титул чемпиона Cage Contender в полусреднем весе. |
| Поражение | 6-2    | Ли Чедуик        | TKO (удары руками)                 | OMMAC 8                               | 4 декабря 2010   | 1     | 0:27  | Ливерпуль, Англия          | Бой в среднем весе.                                       |
| Победа    | 6-1    | Джейми Роджерс   | Единогласное решение               | Cage Warriors 39: The Uprising        | 27 ноября 2010   | 3     | 5:00  | Корк, Ирландия             |                                                           |
| Победа    | 5-1    | Юрий Малько      | TKO (удары руками)                 | TNP: Boiling Points                   | 28 августа 2010  | 1     | 0:00  | Уэксфорд, Ирландия         |                                                           |
| Победа    | 4-1    | Лиам Шеннон      | Единогласное решение               | Cage Contender 5                      | 24 июля 2010     | 3     | 5:00  | Дублин, Ирландия           | Выиграл титул чемпиона Cage Contender в полусреднем весе. |
| Победа    | 3-1    | Джонни Шилс      | Единогласное решение               | Cage Contender 4                      | 1 мая 2010       | 3     | 5:00  | Белфаст, Северная Ирландия |                                                           |
| Победа    | 2-1    | Мерв Мулхолланд  | TKO (удары руками)                 | KO: The Fight Before Christmas 2      | 2 декабря 2009   | 2     | 4:02  | Дублин, Ирландия           |                                                           |
| Поражение | 1-1    | Ронан Маккей     | Сдача (рычаг локтя)                | Immortal Fighting Championship 1      | 19 сентября 2009 | 3     | 0:00  | Страбан, Северная Ирландия |                                                           |
| Победа    | 1-0    | Аттила Хорват    | TKO (удары руками)                 | Strabane Fight Team: Fight Night 2    | 21 февраля 2009  | 1     | 0:38  | Страбан, Северная Ирландия | Бой в среднем весе.                                       |